# United Steelworkers

Logo der USW

Die United Steel, Paper and Forestry, Rubber, Manufacturing, Energy, Allied Industrial and Service Workers International Union (United Steelworkers oder USW) ist mit 722.000 aktiven Mitgliedern eine der größten Industriegewerkschaften Nordamerikas. Sie vertritt Arbeiter in den USA und in Kanada.
Hauptsitz der Gewerkschaft ist Pittsburgh im US-Bundesstaat Pennsylvania.
Am 22. Mai 1942 wurde die "USWA" gegründet. von Mitgliedern der "Amalgamated Association of Iron, Steel, and Tin Workers" und des "Steel Workers Organizing Committee" gegründet. Zuvor war es zu häufigen, teilweise gewaltsamen Auseinandersetzungen von streikenden Arbeitern und Streikbrechern bzw. der Polizei gekommen. Erster Präsident der Gewerkschaft war Mitbegründer Philip Murray.
Im Juni 1944 stimmten die 46.000 Mitglieder der "Aluminum Workers of America" einer Vereinigung mit der USWA zu. Im Laufe der Jahre traten weitere Gewerkschaften der United Steelworkers bei: Die "International Union of Mine, Mill and Smelter Workers" (1967), "United Stone and Allied Product Workers of America" (1971), "Allied and Technical Workers of America" (1972), "Upholsterers International Union of North America" (1985), "United Rubber, Cork, Linoleum & Plastic Workers of America" (1995), "Aluminum, Brick and Glass Workers Union" (1996), der kanadische Teil der "Transportation Communications International Union" (1999), die "American Flint Glass Workers Union" (2003), "Industrial, Wood and Allied Workers of Canada" (2004) und zuletzt die "Paper, Allied-Industrial, Chemical and Energy Workers International Union" (2005).
Seit diesem letzten Zusammenschluss trägt die Gewerkschaft ihren gegenwärtigen Namen, "United Steel, Paper and Forestry, Rubber, Manufacturing, Energy, Allied Industrial and Service Workers International Union".
Zusätzlich zu den Vereinigungen ist die Gewerkschaft zahlreiche strategische Partnerschaften mit anderen Gewerkschaften eingegangen.